# 유해사이트
유해사이트란 방송통신위원회의 설치 및 운영에 관한 법률 제44조의7에 따른 불법정보 및 시행령 제8조 1항에 따른 청소년에게 유해한 정보 등 심의가 필요하다고 인정되는 정보가 들어간 사이트를 말한다.
주 대상은 음란, 명예훼손, 공포 또는 불안감 유발, 해킹, 사행성, 불법거래, 반정부, 테러, 범죄 사이트이다.

불법 웹사이트들은 대부분 해외에 서버를 두고 있다. 미국 등에서는 포르노 영상 유통이 불법이 아니기 때문이다. 이 경우, 해외 서버를 강제로 폐쇄할 수는 없기 때문에 한국에서 해당 사이트로의 접속을 차단하는 방식으로 규제한다.
해당 사이트로 연결을 시도하게 되면 방송통신심의위원회가 관리하는 ‘불법/유해정보(사이트)에 대한 차단안내’ 문서로 연결된다.

## DNS방식의 문제점
현재는 DNS 방식으로 차단되고 있다. DNS는 '도메인 네임 시스템'의 영문약칭이다.
DNS 차단은 인터넷 주소창에 입력한 사이트 도메인 주소가 불법 사이트에 해당되면 해당 주소의 인터넷 프로토콜(IP)의 경고 사이트 IP로 변경해 접속을 막는 방식이다. 불법 웹툰 사이트 '밤토끼' 접속 차단에 적용된 바 있다. 그러나 30일 기준 구글 플레이스토어에 'DNS 우회'만 검색해도 DNS 우회 앱을 쉽게 찾아볼 수 있다. 그중 특정 앱의 경우 30일 현재 100만 다운로드 이상을 기록하기도 했다.
DNS 방식은 특정한 게시물이 아닌 사이트 전체를 차단하는 방식이기 때문에 과잉조치라는 평가가 있다.
뿐만 아니라 사용자들이 국내 DNS서버를 사용해야만 차단이 가능하기 때문에 해외 DNS 서버를 사용할 경우에는 차단이 불가능하다.
즉 합법한 글로벌 사이트 내부에 개설된 불법 유해페이지는 차단 조차 불가능하기 때문에 실효성의 측면에서는 떨어진다.
글로벌 사이트 텀블러가 한국 방송통신심의위원회의 차단조치에 따라 음란사이트를 차단하지는 않을 것이기에 유해페이지 접속만 더 늘어날 것이 뻔하다.

## 유해사이트와 악성코드
유해사이트는 사회에 반하는, 지하경제에 집중된 정보가 들어가 있어 성인, 청소년에게 좋지 않은 영향을 끼친다는 문제점도 있지만 악성코드 배포의 허브가 되기도 한다.
실제로 음란물 배포의 온상인 ‘텀블러’에서 악성코드 실행파일이 발견되기도,또 불법 도박사이트에서 지속적으로 악성코드가 유포되는 정황을 포착하기도 했다.

## 같이 보기
- HTTP 451